# ベルナルド・タッソ

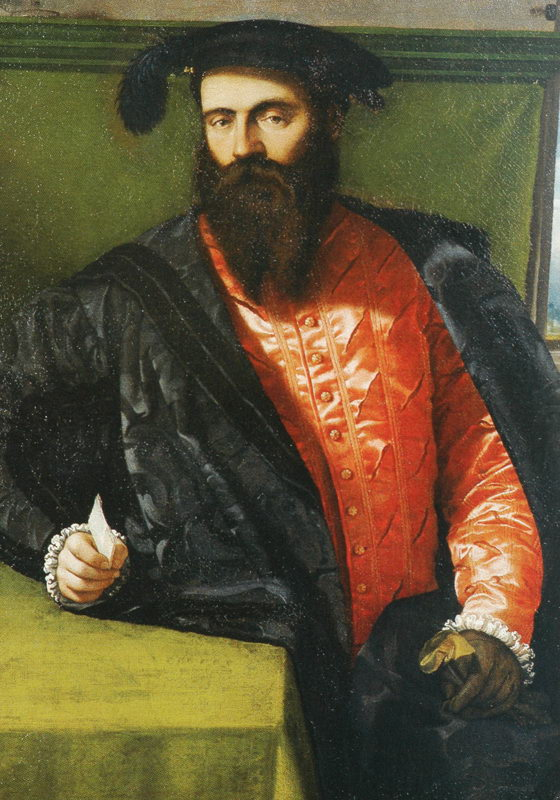
ベルナルド・タッソ

ベルナルド・タッソ（Bernardo Tasso, 1493年11月11日-1569年9月5日）は、イタリアの詩人、宮廷人。同じく詩人、宮廷人であったトルクァート・タッソの父。

## 生涯
1520年、マチェラータ司教であった叔父ルイージがベルガモ郊外の自邸にて暗殺された当時、ベルナルド・タッソはグイド・ランゴーネ伯に仕えていた。その後フェラーラ公妃ルネ・ド・フランスへの奉公を経て、1532年からはサレルノ公フェランテ・サンセヴェリーノに仕え、ナポリのもっとも著名な家々と交流をもった。1536年ポルツィア・デ・ロッシと結婚して長女コルネリアをもうけ、さらに1544年には将来大詩人となる長男トルクァートを授かった。
サンセヴェリーノ公の代理でフランスやフランドルに滞在し、またナポリ王国に異端審問を導入した副王ペドロ・デ・トレドとサンセヴェリーノ公とのあいだで不和が生じたあとには、その公に同行してドイツのカール5世の宮廷へ赴いた。公が反逆を理由に追放されると、ベルナルドも亡命を余儀なくされ、財産没収のうえヴェネツィア、フェラーラを転々とし、やがてローマに落ち着いた。妻子は彼を追って出発したが、妻ポルツィアは彼女の兄弟によりナポリに引き留められて修道院へ入り、息子トルクァートのみ1554年にベルナルドのもとへたどり着いた。
1556年妻ポルツィアが死去すると、彼女の兄弟が財産目的で彼女を毒殺したのではないかという疑念をベルナルドは抱いた。彼女の遺産は息子トルクァートに相続されず、娘コルネリアは自らよりも低い階級の者と結婚せざるをえなかった。
その後ベルナルドはさまざまな貴族に仕えた。そのうちウルビーノ公グイドバルド2世の宮廷でトルクァートを教育した。それからペーザロに滞在してからヴェネツィアに移り、1560年その地で『詩華集 Rime 』と叙事詩『アマディージ Amadigi 』を出版した。1563年からマントヴァ公グリエルモ・ゴンザーガに仕え、ローマやフランスへ赴き、1569年オスティーリア知事に任命され、同年その地で死去した。

## 作品
古代の詩人ムサイオスやオウィディウスの作品から想を得て、ヘーローとレアンドロスの物語やピュラモスとティスベの物語にもとづく詩を作った。『詩華集 Rime 』にはカンツォーネ、オード、ソネット、エグローガなどが収録されている。100篇から成る叙事詩『アマディージ Amadigi 』は、スペインの騎士道物語詩『アマディス・デ・ガウラ』に想を得たもので、オッターヴァ・リーマ（8行詩連）によって書かれている。この形式はボイアルドやアリオストに倣うものである。また、未完の『フロリダンテ Floridante 』は、ベルナルドの死後、1587年息子トルクァートによって補筆完成されて出版された。
また『詩論 Ragionamento della poesia 』（1562年）において詩に関する自らの信念を明らかにしている。さらに『書簡集  Epistolario 』は長きにわたって文学的散文の模範のひとつとして扱われた。

## 研究書
- M. C. Mastrototaro, Tecniche compositive e tipologie narrative nell'Amadigi di Bernardo Tasso, Roma, 2006 ISBN 8854803499